# Острый лейкоз
Острый лейкоз — клональное (онкологическое) заболевание, первично возникающее в костном мозге в результате мутации стволовой клетки крови. Следствием мутации является потеря потомками мутировавшей клетки способности к дифференцировке до зрелых клеток крови. Морфологический субстрат острыx лейкозов — бластные клетки.
Как и для большинства других опухолевых заболеваний, для острых лейкозов невозможно выделить специфический этиологический фактор.
Острые лейкозы делятся на ряд видов, среди которых наибольшее значение имеют острый лимфобластный и острый миелобластный лейкозы.
Острый лейкоз никогда не переходит в хронический, а хронический никогда не обостряется. Таким образом, термины «острый» и «хронический» используются только из-за удобства; значение этих терминов в гематологии отличается от значения в других медицинских дисциплинах. Исключением является лишь хронический миелобластный лейкоз, острая или терминальная фаза которого характеризуется развитием бластного криза — появлением в крови и костном мозге 30-90 % бластных клеток, то есть развитием острого миелобластного (или лимфобластного) лейкоза.

## Виды
- Острые миелобластные лейкозы (ОМЛ)
  - Острый малодифференцированный лейкоз
  - ОМЛ без созревания
  - ОМЛ с созреванием
  - Острый промиелобластный лейкоз
  - Острый миеломонобластный лейкоз
  - Острый монобластный лейкоз
  - Острый эритромиелоз
  - Острый мегакариобластный лейкоз
- Острые лимфобластные лейкозы (ОЛЛ)
  - Пре-пре-B-ОЛЛ
  - Пре-B-ОЛЛ
  - B-ОЛЛ
  - T-ОЛЛ

## Эпидемиология
Ежегодно регистрируется 35 новых случаев острых лейкозов на 1 млн населения. Структура заболеваемости в значительной степени зависит от возраста. ОЛЛ чаще развивается в детском возрасте и после 40 лет. Частота ОМЛ одинакова во всех возрастных гpуппах. Мужчины и женщины болеют с одинаковой частотой.

## Патогенез
В основе патогенеза острых лейкозов лежит мутация стволовой клетки крови, что влечёт за собой практически полную потерю потомками мутировавшей клетки способности к созреванию. Мутантный клон автономен от каких-либо регулирующих воздействий организма и довольно быстро вытесняет нормальные гемопоэтические клетки, замещая собой весь гемопоэз.
Степень злокачественности опухолевых клеток при острых лейкозах с течением времени возрастает (как и для других групп опухолей, для острых лейкозов правомочен закон опухолевой прогрессии). Поскольку опухолевые клетки при острых лейкозах в большинстве вариантов изначально имеют выраженный дефект созревания, то большая злокачественность часто проявляется возникновением экстрамедуллярных очагов кроветворения, увеличением пролиферативной активности, развитием резистентности к проводимой терапии.
Следствием мутации стволовой клетки является развитие в костном мозге клона клеток, утративших способность к созреванию. Неопластический клон вытесняет нормальные гемопоэтические клетки, что приводит к развитию дефицита зрелых клеток в периферической крови. Снижение количества или полное отсутствие зрелых клеток периферической крови обусловливает выпадение соответствующих функций периферической крови, что влечёт за собой развитие клинических симптомов заболевания.

## Морфология
Различные формы острого лейкоза имеют стереотипные морфологические проявления: лейкозная инфильтрация костного мозга в виде очаговых и диффузных инфильтратов из клеток с крупными светлыми ядрами, содержащими по нескольку ядрышек. Размеры и очертания ядер, а также ширина ободка плазмы могут варьировать. Бласты составляют 10-20 % мозговых клеток. Цитогенетическую принадлежность бластов, как правило, можно выявить только с помощью специальных методов исследования — цитохимических и иммуногистохимических. Применяются реакции на пероксидазу, окраска на липиды суданом чёрным, ШИК-реакция, гистоферментохимические акции на выявление неспецифической эстеразы, хлорацетатэстеразы, кислой фосфатазы. Иммуногистохимически возможно определение маркеров B-, T-лимфоцитов, клеток миелоидного и моноцитарного рядов..
В периферической крови и в костном мозге описывается феномен «лейкемического провала» («hiatus leucemicus»), развивающийся за счёт наличия только бластных и дифференцированных клеток и отсутствия промежуточных форм.
В костномозговой ткани происходят вытеснение нормальных клеток гемопоэза опухолевыми, истончение и резорбция ретикулярных волокон, нередко развивается миелофиброз. При цитостатической терапии происходит опустошение костного мозга с гибелью бластных форм, увеличивается число жировых клеток и разрастается соединительная ткань.
Лейкозные инфильтраты в виде диффузных или очаговых скоплений обнаруживаются в лимфатических узлах, селезёнке и печени. Это приводит к увеличению размеров этих органов. В печени характерно развитие жировой дистрофии. Возможна лейкозная инфильтрация слизистых оболочек полости рта и ткани миндалин. 

## Клинические проявления
Клинические проявления одинаковы для всех вариантов острых лейкозов и могут быть довольно полиморфными. Начало заболевания может быть внезапным или постепенным. Для них не существует характерного начала, каких-либо специфических клинических признаков. Только тщательный анализ клинической картины позволяет распознать скрывающееся под видом «банального» заболевания более серьёзное.
Характерна комбинация синдромов недостаточности костного мозга и признаков специфического поражения.
В связи с лейкозной инфильтрацией слизистых оболочек полости рта и ткани миндалин появляются некротический гингивит, тонзиллит (некротическая ангина). Иногда присоединяется вторичная инфекция и развивается сепсис, приводящий к смерти.
Тяжесть состояния больного может быть обусловлена выраженной интоксикацией, геморрагическим синдромом, дыхательной недостаточностью (вследствие сдавления дыхательных путей увеличенными внутригрудными лимфатическими узлами).
Использование активной цитостатической терапии повлияло на течение острых лейкозов, то есть привело к индуцированному лекарственному патоморфозу. В связи с этим в настоящее время выделяют следующие клинические стадии заболевания:
- первая атака,
- ремиссия (полная или неполная),
- рецидив (первый, повторный).

### Недостаточность костного мозга
Она проявляется в виде инфекционных осложнений, ДВС-синдрома, геморрагического и анемического синдромов.
Развитие инфекционных осложнений происходит вследствие иммунодефицита, вызванного нарушением функции лейкоцитов. Чаще всего инфекционные осложнения имеют бактериальное происхождение, грибковые и вирусные инфекции встречаются реже. Могут развиться ангина, гингивит, стоматит, остеомиелиты челюстно-лицевой области, пневмония, бронхит, абсцессы, флегмоны, сепсис.
Геморрагический синдром при острых лейкозах обусловлен тромбоцитопенией, повреждением печени и стенок сосудов. Он проявляется геморрагическим диатезом петехиально-пятнистого типа. На коже и слизистых оболочках появляются «синячки» и петехии небольшого размера. Появление геморрагий легко провоцируется самыми незначительными воздействиями — трением одежды, легкими ушибами. Могут иметь место носовые кровотечения, кровотечения из десен, метроррагии, кровотечения из мочевыводящих путей. Геморрагический синдром может привести к весьма опасным осложнениям — кровоизлияниям в головной мозг и желудочно-кишечным кровотечениям.
Анемический синдром проявляется в виде бледности, одышки, учащённое сердцебиения, сонливости.
ДВС-синдром чаще имеет место при промиелоцитарном лейкозе.

### Специфическое поражение
Отмечаются признаки интоксикации: снижение массы тела, лихорадка, слабость, потливость, снижение аппетита.
Может наблюдаться инфильтрация десен лейкозными клетками, при этом десны гиперплазированы, нависают над зубами, гиперемированы.
Пролиферативный синдром может проявляться увеличением размеров лимфатических узлов (лимфаденопатия), селезёнки, печени. В ряде случаев на коже появляются лейкемиды — приподнимающиеся над поверхностью кожи образования мягкой или плотной консистенции. Цвет их может соответствовать цвету кожи или быть светло-коричневым, жёлтым, розовым.
Поражение ЦНС (нейролейкемия) возникает особенно часто при ОЛЛ и значительно ухудшает прогноз. Возникает метастазирование лейкозных клеток в оболочки головного и спинного мозга или в вещество мозга. Клинически возможны проявления различной тяжести — от головной боли до тяжелых очаговых поражений.
Манифестация острого лейкоза может быть внезапной или стертой.